# Nouria
Nouria es un género de foraminífero bentónico de la familia Nouriidae, de la superfamilia Spiroplectamminoidea, del suborden Spiroplectamminina y del orden Lituolida. Su especie tipo es Nouria polymorphinoides. Su rango cronoestratigráfico abarca desde el Eoceno hasta la Actualidad.

## Discusión
Clasificaciones previas incluían Nouria en el suborden Textulariina del Orden Textulariida, o en el orden Lituolida sin diferenciar el suborden Spiroplectamminina.

## Clasificación
Nouria incluye a las siguientes especies:
- Nouria armata
- Nouria atlantica
- Nouria carinata
- Nouria compressa
- Nouria foliacea
- Nouria gracilenta
- Nouria johnsoni
- Nouria polymorphinoides
- Nouria rhombiformis
- Nouria rugosa
- Nouria sinensis
- Nouria suboblonga
- Nouria tenuis
- Nouria tetiera
- Nouria textilariformis
  - Nouria textilariformis armata

Otra especie considerada en Nouria es:
- Nouria harrisii, aceptado como Technitella harrisii